# دعوا در اسکله
دعوا در اسکله (عربی: صراع في الميناء) فیلمی در ژانر درام و جنایی به کارگردانی یوسف شاهین است که در سال ۱۹۵۶ منتشر شد. از بازیگران آن می‌توان به فاتن حمامه، عمر شریف، احمد رمزی، و احمد رمزی اشاره کرد.